# Tosca (film 1956)
Tosca è un film del 1956 diretto da Carmine Gallone.
È centrato sull'opera lirica omonima di Giacomo Puccini.